# Nextcloud
Nextcloud é uma plataforma de colaboração em nuvem de código aberto que possibilita a criação de servidores de hospedagem de arquivos privados ou empresariais.

## História

### A bifurcação
Seu desenvolvimento começou em julho de 2016, por Frank Karlitschek e outros ex-funcionários da OwnCloud Inc., quando foi iniciado como uma bifurcação, ou fork do OwnCloud.

### Nextcloud Box
Em setembro de 2016 em parceria com a Canonical e Western Digital Labs, foi lançada a Nextcloud Box, com um Raspberry Pi 2 e um disco rígido rodando o Ubuntu Core.

## Lançamentos
| Versão                                                                                     | Lançamento inicial      |
| ------------------------------------------------------------------------------------------ | ----------------------- |
| 9                                                                                          | 14 de junho de 2016     |
| 10                                                                                         | 25 de agosto de 2016    |
| 11                                                                                         | 13 de dezembro de 2016  |
| 12                                                                                         | 22 de maio de 2017      |
| 13                                                                                         | 6 de fevereiro de 2018  |
| 14                                                                                         | 10 de setembro de 2018  |
| 15                                                                                         | 10 de dezembro de 2018  |
| 16                                                                                         | 25 de abril de 2019     |
| 17                                                                                         | 30 de setembro de 2019  |
| 18                                                                                         | 17 de janeiro de 2020   |
| 19                                                                                         | 3 de junho de 2020      |
| 20                                                                                         | 3 de outubro de 2020    |
| 21                                                                                         | 22 de fevereiro de 2021 |
| 22                                                                                         | 6 de julho de 2021      |
| 23                                                                                         | 30 de novembro de 2021  |
| 24                                                                                         | 3 de maio de 2024       |
| Legenda:Versão antigaVersão mais antiga, ainda mantidaVersão mais recenteLançamento futuro |                         |